# 褚启宗
褚启宗（?—?），安徽合肥人，清朝政治人物。同进士出身。
乾隆二十五年（1760年），登進士。乾隆二十七年（1762年）接替王友莲任青浦县知县一职，乾隆三十二年（1767年）由李玉藻接任。